# 4372 Quincy
4372 Quincy eller 1984 TB är en asteroid i huvudbältet som upptäcktes den 3 oktober 1984 av Oak Ridge-observatoriet. Den är uppkallad efter den amerikanske presidenten John Quincy Adams.
Den tillhör asteroidgruppen Koronis.